# Sonic Team
Sonic Team é uma divisão de jogos de video-game e computador da Sega, surgida em 1988 sob o nome de Sega AM8. Em 1991 a AM8 mudou seu nome (devido ao sucesso fenomenal da série Sonic the Hedgehog) para Sonic Team. Uma das personalidades mais associadas à Sonic Team é Yuji Naka, sob sua liderança o estúdio produziu alguns dos jogos mais populares da indústria dos video games. O criador de Sonic, Naoto Oshima, deixou o Sonic Team para formar seu próprio estúdio, Artoon. Já Yuji Naka deixou o Sonic Team em 8 de maio de 2006 também para abrir seu próprio estúdio, o PROPE.
Em 2003, o estúdio United Game Artists (conhecida anteriormente como Sega AM9) se fundiu ao Sonic Team. Em 2004, o Sonic Team passou novamente a ser uma divisão interna da Sega, depois de um breve período como estúdio independente (na divisão ocorrida no ano 2000).

## Jogos criados ou supervisionados pelo Sonic Team
- Phantasy Star (1987-Japão; 1988-EUA)
- Sonic the Hedgehog (16-bit) (1991)
- Sonic the Hedgehog 2 (16-bit) (1992)
- Sonic CD (16-bit) (1993)
- Sonic Spinball (16-bit) (1993)
- Sonic Chaos (1993)
- Sega Sonic the Hedgehog (Arcade) (1993)
- Sonic the Hedgehog 3 (16-bit) (1994)
- Sonic & Knuckles (1994)
- Sonic Drift (1994-Japão)
- Sonic Triple Trouble (1994)
- Sonic the Hedgehog's Game World (1994)
- Ristar (1995)
- Knuckles Chaotix (1995)
- Sonic Drift 2 (1995)
- Tails' Skypatrol (1995-Japão)
- Tails Adventure (1995)
- Sonic Labyrinth (1995)
- Sonic Blast (1996)
- Sonic The Fighters (Arcade) (1996)
- Sonic 3D Blast (1996)
- Sonic Jam (1997)
- NiGHTS Into Dreams (1996)
- Christmas NiGHTS (1996)
- Sonic R (1997)
- Burning Rangers (1998)
- Sonic Adventure DX: Director's Cut Preview Version
- Sonic Adventure/Sonic Adventure DX: Director's Cut/Preview Version'' (1998-Japão; 1999-EUA)
- ChuChu Rocket! (1999-Japão; 2000-EUA)
- Sonic the Hedgehog: Pocket Adventure (1999-EUA; 2000-Japão)
- Sonic Shuffle (2000-Japão; 2000-EUA)
- Phantasy Star Online (2000-Japão; 2001-EUA)
- Sonic Adventure 2: Battle Preview Version
- Sonic Adventure 2 / Sonic Adventure 2: Battle/Preview Version (2001-Japão; 2001-EUA)
- Sonic Advance (2001-Japão; 2001-EUA)
- Sonic Mega Collection (2002-GameCube; 2004-PS2)
- Sonic Advance 2 (2002-Japão; 2003-EUA)
- Sonic Pinball Party (2002-Japão; 2003-EUA)
- Billy Hatcher and the Giant Egg (2003)
- Sonic Heroes/Preview Version'' (2003-Japão; 2004-EUA)
- Sonic Battle (2003-Japão; 2004-EUA)
- Sonic Advance 3 (2004-Japão; 2004-EUA)
- Puyo Pop Fever (2003-Japão versão arcade; 2004-Japão e EUA em consoles)
- Feel the Magic: XY/XX (pela UGA) (2004)
- Sonic Gems Collection (2005-Japão; 2005-EUA)
- Shadow the Hedgehog (2005- Japão; 2005-EUA)
- Sonic Rush (2005-Japão; 2005-EUA)
- The Rub Rabbits! (pela UGA) (2005-Japão; 2006-EUA)
- Sonic Riders (pela UGA) (Fevereiro de 2006)
- Puyo Pop Fever 2 (2006-Japão)
- Phantasy Star Universe (2006)
- Sonic the Hedgehog (2006)
- Sonic Rivals (2006)
- Sonic and the Secret Rings (Fevereiro de 2007)
- Sonic Riders: Zero Gravity (Janeiro de 2008)
- Sonic Unleashed / Sonic World Adventure (Novembro de 2008)
- Sonic and the Black Knight (Março de 2009)
- Sonic & Sega All-Stars Racing (Fevereiro de 2010)
- Sonic the Hedgehog 4 (Outubro de 2010)
- Sonic Colors (Novembro de 2010)
- Sonic Generations (Novembro de 2011)
- Sonic the Hedgehog 4: Episode II (Maio de 2012)
- Sonic Lost World (Outubro de 2013)
- Mario & Sonic at the Sochi 2014 Olympic Winter Games (Novembro de 2013)
- Pyro Pyro Tetris (Fevereiro de 2014)
- Sonic Boom: Rise of Lyric (2014)
- Sonic Boom: Shattered Crystal (2014)
- Sonic Runners (Fevereiro de 2015)
- Sonic Mania (Agosto de 2017)
- Sonic Forces (Novembro de 2017)
- Sonic Mania Plus (Julho de 2018)
- Sonic Origins (Junho de 2022)
- Sonic Frontiers (Novembro de 2022)
- Sonic Origins Plus (Junho de 2023)
- Sonic Superstars (Outubro de 2023)